# V2292 Ophiuchi
V2292 Ophiuchi (V2292 Oph / HD 152391 / HIP 82588) es una estrella variable de magnitud aparente media +6,64.
Encuadrada en la constelación de Ofiuco, se localiza 1,10º al sur de 21 Ophiuchi, prácticamente sobre el ecuador celeste. Se encuentra a 55 años luz de distancia del sistema solar.
V2292 Ophiuchi es una enana amarilla de tipo espectral G8V o G8.5V, que corresponde a una estrella de la secuencia principal algo más fría y menos luminosa que nuestro Sol. Su temperatura superficial es de 5420 - 5450 K y su luminosidad equivale al 56% de la luminosidad solar.
Tiene un radio de 0,85 radios solares y, con una velocidad de rotación de al menos 3,8 km/s, completa un giro sobre sí misma cada 11,43 días.
También es menos masiva que el Sol, siendo su masa de 0,90 masas solares. 
Aunque en general su edad se cifra en torno a los 3900 - 4200 millones de años, atendiendo a la girocronología —método que evalúa la edad en función de la velocidad de rotación estelar—, podría tener una edad notablemente inferior de 587 ± 75 millones de años.
Presenta actividad cromosférica y está catalogada como estrella variable BY Draconis, siendo la amplitud de su variación de 0,04 magnitudes.
V2292 Ophiuchi tiene una metalicidad muy parecida a la del Sol.
La abundancia relativa de diversos elementos evaluados —hierro, silicio y calcio, entre otros— es comparable a la solar y únicamente el nivel de bario parece ser algo más alto que en nuestra estrella ([Ba/H] = +0,19).